# Minus One

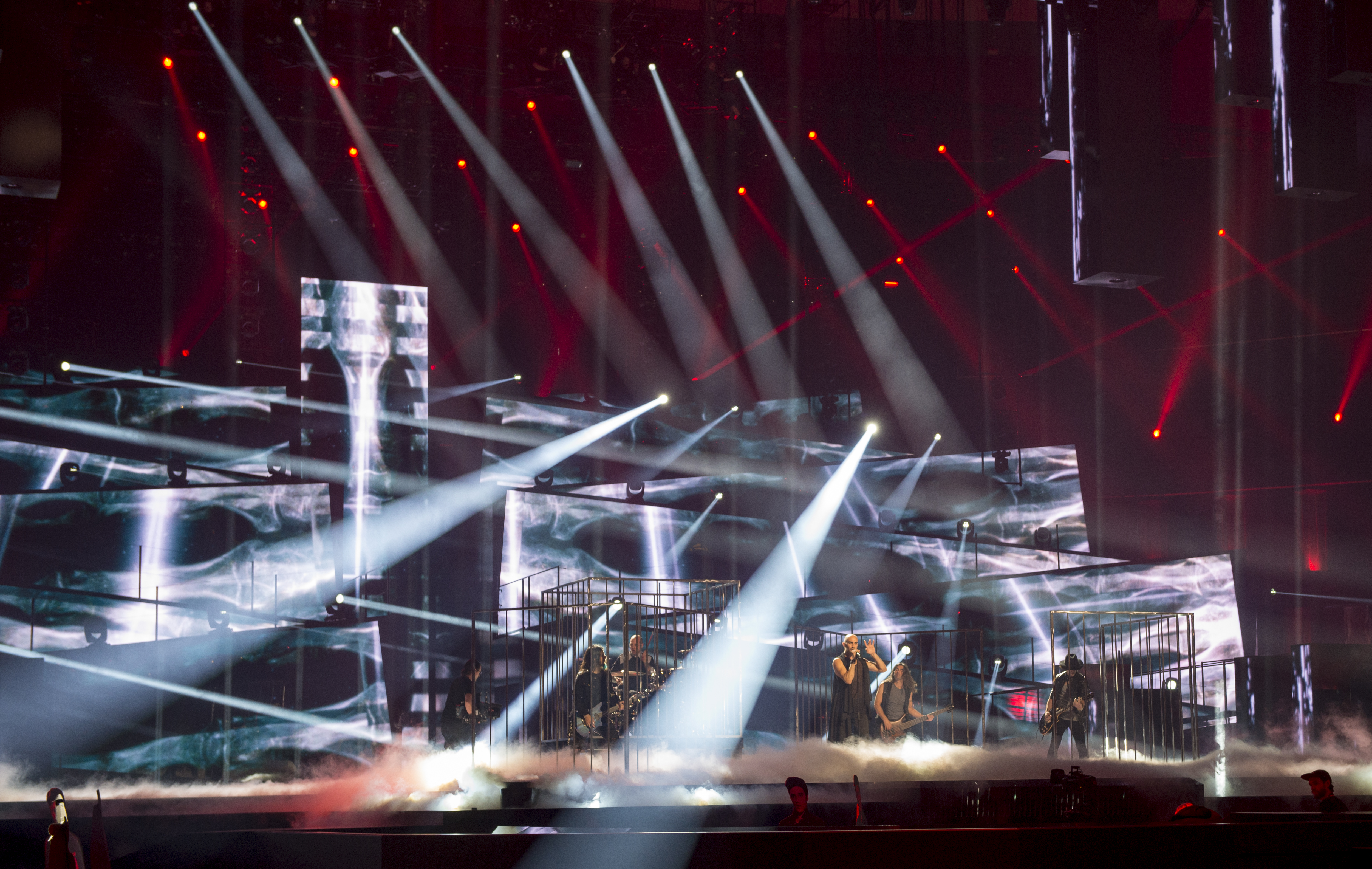
Minus One beim Eurovision Song Contest 2016 in Stockholm

Minus One ist eine zypriotische Rockband, die vor allem durch Coverversionen von Liedern aus verschiedenen Genres bekannt wurde.

## Geschichte
Die fünfköpfige Band nahm am Eurovision Song Project, dem zypriotischen Vorentscheid zum Eurovision Song Contest 2015 in Wien, mit ihrem eigenen Titel Shine teil und erreichte das Finale. Dort belegte sie den letzten Platz im Televoting, allerdings den ersten bei der Wertung der Juroren, weshalb sie insgesamt Platz drei erreichte.
Am 4. November 2015 gab der zypriotische Rundfunk CyBC bekannt, dass Minus One das Land beim Eurovision Song Contest 2016 in Stockholm vertreten wird. Die Band wurde intern ausgewählt, ihr Beitrag Alter Ego wurde von Thomas G:son geschrieben und im Februar offiziell veröffentlicht. Im ersten Halbfinale konnte man sich für das Finale qualifizieren. Im Finale belegte man einen 21. Platz.
Die Band trat mit ihrer „Alter-Ego-Tour“ unter anderem in Moskau, Amsterdam, London und Limassol auf.
Im Februar 2016 nahm der Frontmann Francois Micheletto an der 5. Staffel von The Voice of France – la plus belle voix teil.

## Diskografie
- 2015: Shine (Single)
- 2016: Alter Ego (Single)
- 2018: Red Black White (Album)